# 牙買加簽證政策

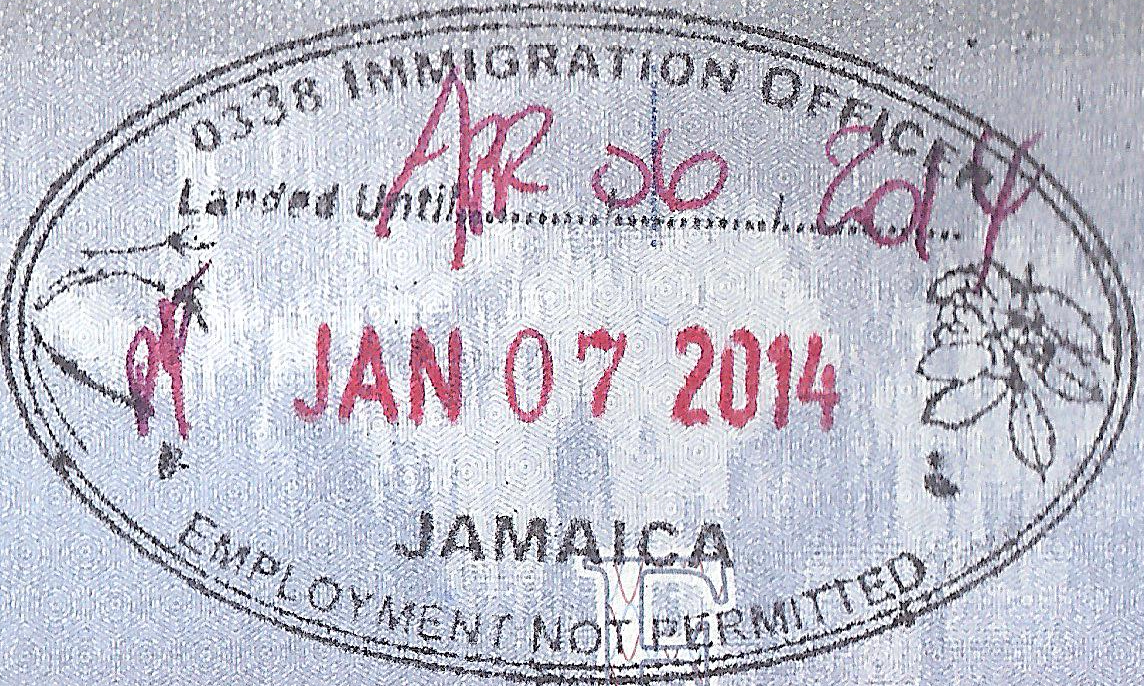
牙买加入境章

外國公民入境 牙买加前必須從牙買加使領館處取得签证。同时因为是英联邦的成员，所以某些情形下簽證亦可從驻外英國使領館處取得。而116個享有豁免簽證或落地簽證資格的國家的公民則無需申請簽證即可前往牙買加，大多數英聯邦公民最多可以免簽證訪問牙買加180天。。

## 分布地圖

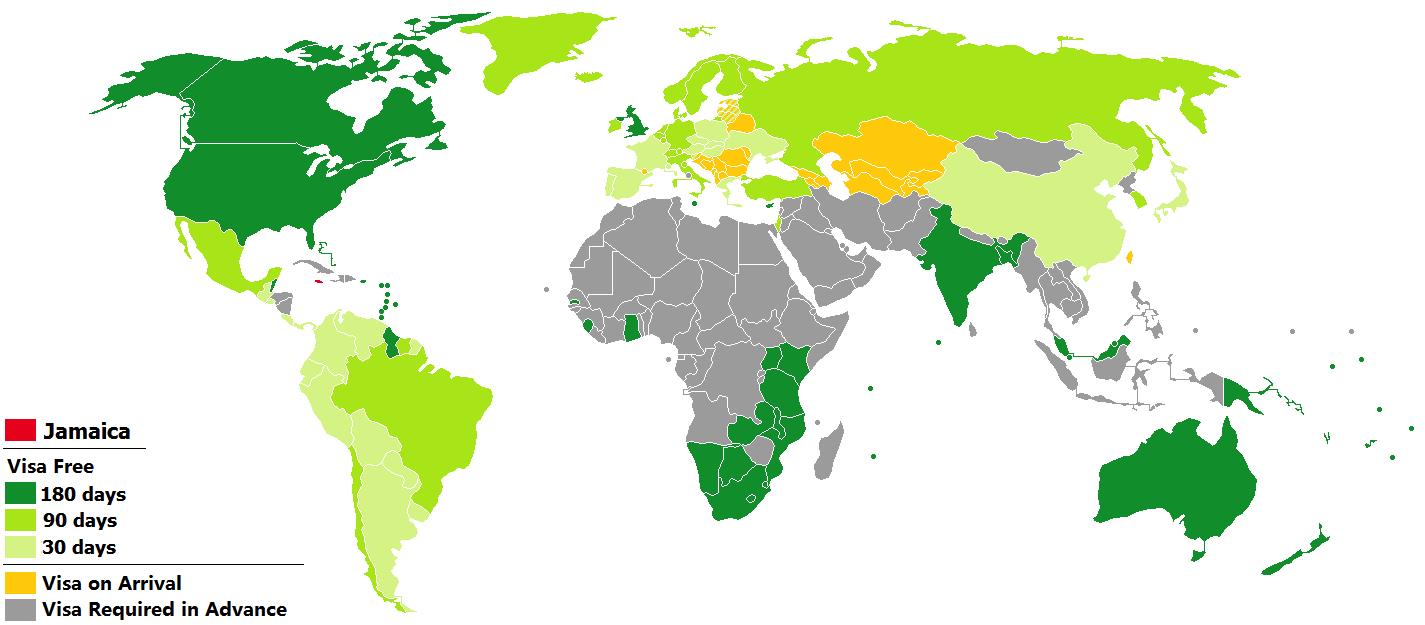
牙買加簽證政策
牙買加
免簽證（180天）
免簽證（90天）
免簽證（30天）
抵達簽證
需要簽證

## 簽證政策

### 免簽證
以下國家和地區的公民可出於旅遊或商業目的而無需簽證即可訪問牙買加（除非另有說明）：
| - 安地卡及巴布達 - 巴哈马 - 百慕大 - 加拿大 - 賽普勒斯 - 多米尼克 - 斐济 - 直布罗陀 | - 格瑞那達 - 印度 - 基里巴斯 - 賴索托 - 马拉维 - 马来西亚 - 馬爾地夫 - 馬爾他 - 模里西斯 - 莫桑比克 - 纳米比亚 - 瑙鲁 - 新西兰 - 聖赫勒拿 - 塞舌尔 | - 新加坡 - 所罗门群岛 - 南非 - 圣基茨和尼维斯 - 圣卢西亚 - 萨摩亚 - 坦桑尼亚 - 千里達及托巴哥 - 乌干达 - 英国 - 美国 - 尚比亞 |  |

| - 比利时 - 巴西 - 智利 - 丹麦 - 芬兰 - 德国 - 冰島 - 愛爾蘭 - 以色列 - 義大利 | - 列支敦斯登 - 盧森堡 - 墨西哥 - 荷蘭 - 挪威 - 俄羅斯 - 圣马力诺 - 苏里南 - 瑞典 - 瑞士 - 土耳其 |  |

| - 阿根廷 - 奥地利 - 玻利维亚T - 中国大陆T - 哥伦比亚 - 捷克T - 薩爾瓦多T - 爱沙尼亚1 - 法國 - 希腊 - T - 香港 - 匈牙利T | - 日本 - 拉脫維亞T 1 - 立陶宛T 1 - 摩納哥 - 巴拿马T - 巴拉圭T - 秘魯T - 波蘭 - 葡萄牙 - 斯洛伐克T - 斯洛維尼亞T 1 - 西班牙 - 乌克兰T - 乌拉圭 - 委內瑞拉 |  |

T - 僅旅遊免簽證

1 - 僅針對麻疹，脊髓灰質炎和風疹疫苗接種證書的持有者
持有古巴的外交或官方/公務/特殊護照不需要牙買加簽證。

### 落地簽證
以下國家和地區的公民可以在到達牙買加時申請落地簽證（簽證費100美元）：
| - 阿尔巴尼亚 - 安道尔 - 亞美尼亞 - 白俄羅斯 - 保加利亚 - 开曼群岛 - 爱沙尼亚 - 科索沃 | - 拉脫維亞 - 立陶宛 - 摩尔多瓦 - 蒙特內哥羅 - 北馬其頓 - 羅馬尼亞 - 塞爾維亞 - 斯洛維尼亞 |  |

此外，持有“身份證明書(Affadivit of Identity)”的 臺灣遊客也可以在抵達時申請落地簽證，牙買加不承認中華民國護照。
已於2019年9月23日與 阿联酋簽署豁免簽證協議，目前尚未批准。

## 無條件入境
持有牙買加當局發行的“無條件入境（Unconditional Landing）”章的任何國家的護照或其他旅行證件的持有人均不需要簽證。

## 有條件免簽
在某些情況下，某些需要簽證的遊客最多可免簽證30天（除非另有說明）。
任何國家的公民只要擁有擁有加拿大枫叶卡或美國綠卡，最多可以免簽證停留6個月。
 的公民持有加拿大，美國，英國或申根成員國的有效簽證。
 白俄羅斯， 和 摩尔多瓦的公民，持有加拿大，美國，英國或申根成員國的有效簽證，並持有證明其可接種麻疹，風疹和小兒麻痺症疫苗的證明。
 阿尔巴尼亚， ， 蒙特內哥羅， 北馬其頓和 塞爾維亞的公民，持有加拿大，美國或英國的有效簽證，並持有證明其可接種麻疹，風疹和小兒麻痺症疫苗的證明。
 的公民持有加拿大或美國的有效簽證。
 保加利亚， 爱沙尼亚， 拉脫維亞， 立陶宛和 羅馬尼亞的公民，持有加拿大或美國的有效簽證，並持有證明其可接種麻疹，風疹和小兒麻痺症疫苗的證明。
 ， 斯洛維尼亞的公民，持有美國的有效簽證，並持有證明其可接種麻疹，風疹和小兒麻痺症疫苗的證明。

## 訪客統計
到達牙買加的大多數遊客來自以下國家：
| 國家           | 2017      | 2016      | 2015      | 2014      | 2013      |
| -------------- | --------- | --------- | --------- | --------- | --------- |
| 美国           | 1,509,963 | 1,406,058 | 1,344,149 | 1,296,457 | 1,271,262 |
| 加拿大         | 405,174   | 372,137   | 391,409   | 419,898   | 399,331   |
| 英国           | 217,647   | 206,470   | 199,002   | 177,216   | 151,315   |
| 德国           | 29,858    | 20,768    | 20,528    | 21,346    | 19,658    |
| 开曼群岛       | 18,150    | 17,625    | 16,825    | 15,623    | 16,234    |
| 義大利         | 13,699    | 12,893    | 9,482     | 8,692     | 7,808     |
| 千里達及托巴哥 | 10,578    | 11,399    | 11,282    | 10,840    | 11,437    |
| 荷蘭           | 8,226     | 6,652     | 6,589     | 6,040     | 5,515     |
| 瑞典           | 7,732     | 10,610    | 8,746     | 7,622     | 3,217     |
| 西班牙         | 7,677     | 3,387     | 2,996     | 2,537     | 2,569     |
| 法國           | 7,400     | 5,277     | 5,046     | 10,100    | 12,087    |
| 比利时         | 6,488     | 5,996     | 5,319     | 4,930     | 4,703     |
| 巴哈马         | 5,988     | 6,037     | 5,581     | 5,269     | 5,216     |
| 阿根廷         | 5,545     | 3,269     | 3,431     | 4,037     | 4,625     |
| 巴西           | 5,304     | 2,782     | 3,249     | 2,925     | 2,771     |
| 智利           | 5,261     | 4,350     | 5,348     | 4,527     | 5,005     |
| 合計           | 2,352,915 | 2,181,684 | 2,123,042 | 2,080,181 | 2,008,409 |